# Kosmološki problem litijuma
U astronomiji, problem litijuma ili neslaganje litijuma odnosi se na neslaganje između prvobitne količine litijuma kako se zaključuje iz posmatranja halo zvezda siromašnih metalom (populacija II) u našoj galaksiji i količine koja bi teoretski trebalo da postoji zbog nukleosinteze Velikog praska + VMAP predviđanja kosmičke barionske gustine CMB. Naime, najšire prihvaćeni modeli Velikog praska sugerišu da bi trebalo da postoji tri puta više primordijalnog litijuma, posebno litijuma-7. Ovo je u suprotnosti sa uočenim obiljem izotopa vodonika (1H i 2H) i helijuma (3He i 4He) koji su u skladu sa predviđanjima. Nepodudarnost je naglašena na takozvanom „Šramovom grafikonu“, nazvanom u čast astrofizičara Dejvida Šrama, koja prikazuje ovo primordijalnu zastupljenost kao funkciju kosmičkog sadržaja bariona iz standardnih BBN predviđanja.

## Poreklo litijuma
Nekoliko minuta nakon Velikog praska, svemir je skoro u potpunosti bio sačinje od vodonika i helijuma, sa količinama litijuma i berilijuma u tragovima, i zanemarljivo malim količinama svih težih elemenata.

### Sinteza litijuma u Velikom prasku
Nukleosinteza Velikog praska proizvela je litijum-7 i berilijum-7, i zaista, ovaj potonji dominira primordijalnom sintezom nuklida mase 7. S druge strane, Veliki prasak je proizveo litijum-6 na nivoima više od 1000 puta manjim. 74Be se kasnije raspada putem hvatanja elektrona (vreme poluraspada 53,22 dana) u 73Li, tako da vidljiva primordijalna količina litijuma u suštini zbraja primordijalni 73Li i radiogeni litijum iz raspada 74Be.
Ovi izotopi se proizvode reakcijama
| 31H  | + | 42He | → | 73Li | + | γ |
| 32He | + | 42He | → | 74Be | + | γ |
i bivaju uništeni putem
| 74Be | + | n | → | 73Li | + | p    |
| 73Li | + | p | → | 42He | + | 42He |
Količina litijuma proizvedenog u Velikom prasku može se izračunati. Vodonik-1 je najzastupljeniji nuklid, koji se sastoji od otprilike 92% atoma u Univerzumu, sa helijumom-4 drugim sa 8%. Drugi izotopi uključujući 2H, 3H, 3He, 6Li, 7Li, i 7Be su mnogo ređi; procenjena količina primordijalnog litijuma je 10−10 u odnosu na vodonik. Izračunata zastupljenost i odnos 1H i 4He je u saglasnosti sa podacima iz posmatranja mladih zvezda.

### Ogranak P-P II
U zvezdama, litijum-7 nastaje u lančanoj reakciji proton-proton.
| 32He | + | 42He | → | 74Be   | + | γ |   |           |   |           |
| 74Be | + | e−   | → | 73Li-  | + | ν | + | 0,861 MeV | / | 0,383 MeV |
| 73Li | + | 1H   | → | 2 42He |   |   |   |           |   |           |
Grana P-P II je dominantna na temperaturama od 14 do 23 MK.